# Tomasz Falęcki
Tomasz Kazimierz Falęcki (ur. 1940) – polski historyk, archiwista, profesor nauk humanistycznych, profesor zwyczajny Wyższej Szkoły Bankowej w Poznaniu (wcześniej był profesorem Uniwersytetu Pedagogicznego im. Komisji Edukacji Narodowej w Krakowie).
Specjalizuje się w archiwistyce, historii najnowszej Polski i Niemiec, a także historii najnowszej Górnego Śląska oraz współczesnych problemów narodowościowych. W 1992 habilitował się. Tytuł naukowy profesora uzyskał w 2004. 
Pełnił funkcję sekretarza naukowego Śląskiego Instytutu Naukowego w Katowicach. Zajmował stanowisko przewodniczącego katowickiego oddziału Polskiego Towarzystwa Historycznego.

## Autorskie publikacje monograficzne
- Niemieckie szkolnictwo mniejszościowe w województwie śląskim w latach 1937-1939 (1967)
- Niemieckie szkolnictwo mniejszościowe na Górnym Śląsku w latach 1922-1939 (1970)
- Powstańcy śląscy : 1921-1939 (1991)
- Cmentarze Katowic (1997)
- Archiwum Państwowe w Katowicach : 1932-1997 (1997; wraz z Edwardem Długajczykiem)
- Tablice do nauki czytania pisma neogotyckiego dla początkujących (2000)
- O narodowe oblicze katolickiego życia kościelnego na Górnym Śląsku : Polska-Stolica Apostolska-Niemcy 1919-1922 (2003)